# Sziderit

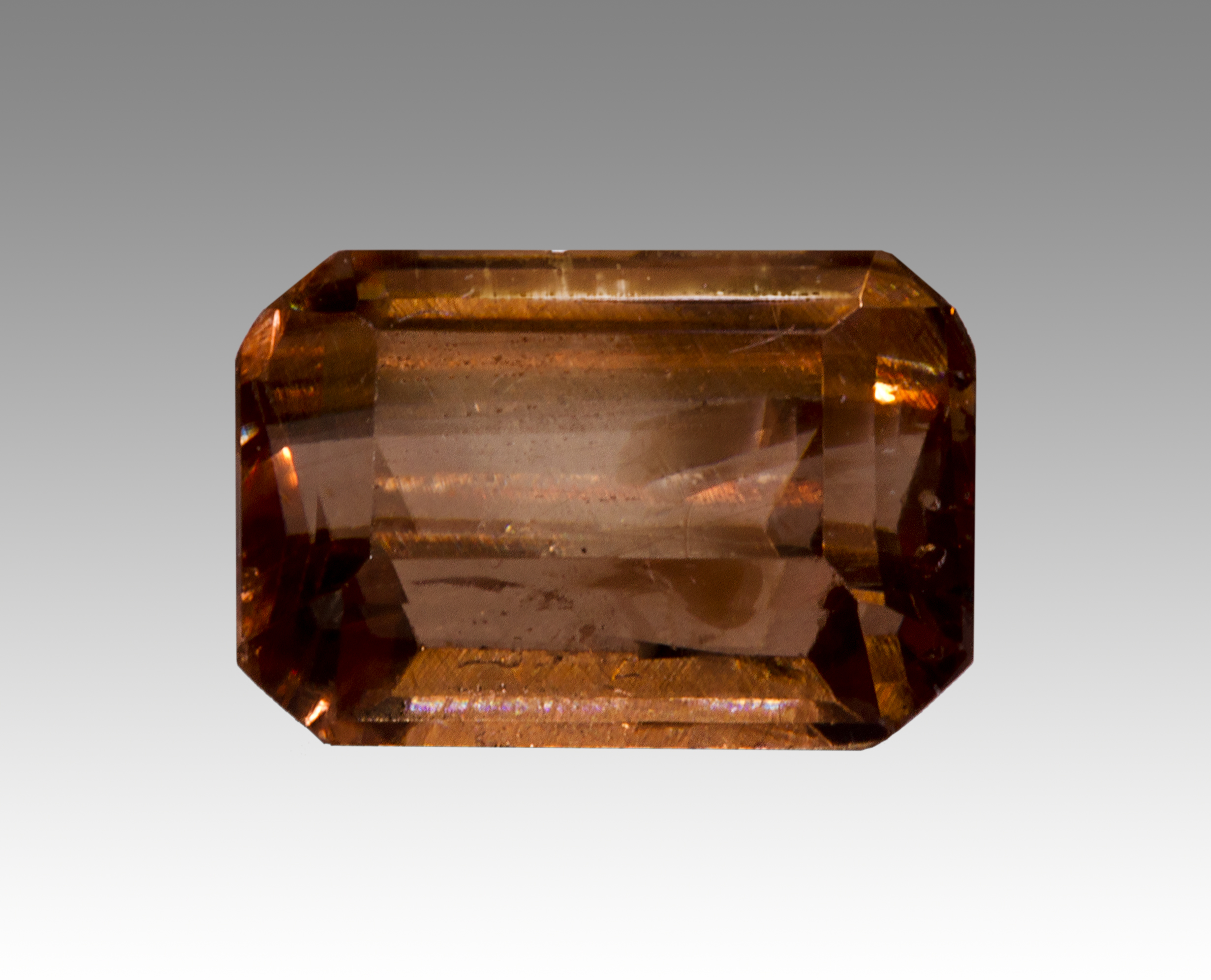
Fazettált csiszolású sziderit drágakő

A sziderit egy karbonátásvány, a vas-(II)-karbonát trigonális kristályrendszerű ásványa. Egyszerű romboéderes kristályok vagy vaskosan pátos, tömeges halmazokban, tömött mikrokristályosan tömeges csoportokban fordul elő. Sugaras változata a szferosziderit. Gyakori vasérc, elméleti vastartalma 48,0%.
Neve a görög szideritisz (σιδηρῖτις = vasanyag, -eszköz) szóból ered.

## Keletkezése
Pegmatikus kőzetalkotó, hidrotermás átitatódásként másodlagosan is keletkezik. Hidrotermás telérek járulékos ásványa. Metaszomatikusan mészkőben és dolomitban keletkezik. Gyakori az üledékes keletkezés, a telepszerű lerakódás. Közepes minőségű vasércek közé tartozik.
Hasonló ásványok: kalcit, dolomit, magnezit.

## Előfordulása
Gyakran előforduló vasércfajta. Telepszerű előfordulásai találhatók Ausztriában, Angliában Cornwallban, Oroszországban több helyen, Ukrajnában, az Egyesült Államokban Connecticutban és Pennsylvaniában, Kanadában a Sziklás-hegységben, Grönlandon, Brazíliában, Svájcban, Németországban, Franciaországban, Romániában, Algériában, Tunéziában, Ausztráliában. Jelentős bányászata volt a Szardínia szigetén.

### Előfordulása Magyarországon
Apró kristályokként Nagybörzsönyben, Nagyvisnyón, Perkupán, Recsken és általában minden ércelőfordulással együtt megtalálható. Tömeges előfordulása Rudabányán található. Itt a felpikkelyeződött dolomit tömbökben másodlagos hidrotermális átitatódás során pátvasércé alakult, melyben több helyen nemesfém feldúsulások jöttek létre. Ez az ércesedés évszázadokon át biztosította Rudabánya bányászatát. A pátvasérc előfordulás termelését földalatti bányászattal is folytatták. Sziderit-előfordulás található Pécs mellett Vasason és Bakonyán, nem bányászható mennyiségben.